# When I Get Home
When I Get Home è un brano dei Beatles composto da John Lennon ma accreditato, per convenzione, al duo Lennon-McCartney. È stato pubblicato sull'album A Hard Day's Night (anche se non compare nell'omonimo film) nel Regno Unito, sull'EP Extracts from the Album "A Hard Day's Night" e su Something New negli Stati Uniti.

## Il brano
Il testo parla di un uomo che vuole tornare a casa dalla fidanzata, anche se sa di non riuscire a esserle fedele: infatti, nel ponte, il protagonista dice che l'amerà di più quando sarà a casa; questo verso è stato preso come riferimento alla relazione fra John Lennon e Cynthia Powell, dalla quale divorzierà nel 1969 dopo aver conosciuto Yōko Ono. Il testo è stato anche interpretato come un riferimento della stanchezza del suo autore per le relativamente lunghe sedute di registrazione dell'album, durate circa tre mesi.
La musica è influenzata dal Motown sound, come anche confermato dal suo autore, e dal soul e dal R&B americano. Lennon, che si ispira alle Shirelles, l'ha considerata come «un'altra cosa del genere Wilson Pickett».
Il brano venne registrato il 2 giugno 1964; prima era stata incisa Things We Said Today, e successivamente il gruppo continuò a lavorare a un'altra composizione  di Lennon, Any Time at All. L'orario della seduta per When I Get Home fu dalle sette alle dieci, nello Studio Due degli Abbey Road Studios. Furono registrati undici takes; dopo aver finito con Any Time at All, l'album A Hard Day's Night era completo. In quest'occasione, debuttò come fonico Ken Scott, allora diciassettenne, che ricorda che George Martin, produttore del brano, gli abbia detto "home" per chiedere al tecnico di riascoltare i nastri di questo brano; e Scott, fraintendendo, si preparò per andare a casa. Un primo mixaggio monofonico venne realizzato il 4 giugno, ma venne scartato e rifatto il 22, la stessa data di quello stereo. Scott fu fonico solo nella registrazione: nel mixaggio al suo posto ci fu Richard Langham; il primo fonico è sempre stato Norman Smith, e il produttore Martin.

## Formazione
- John Lennon: voce, chitarra ritmica
- Paul McCartney: cori, basso elettrico
- George Harrison: cori, chitarra solista
- Ringo Starr: batteria[1]